# Myrceugenia ovata
Myrceugenia ovata, también llamada petahua o chin-chin, es una especie del género de árboles y arbustos perennes de la familia Myrtaceae, que se puede encontrar desde Linares (Chile), hasta el archipiélago de Chiloé.

## Descripción
Esta especie puede alcanzar una altura de hasta ocho metros. Posee una flor blanca de 4 pétalos de 4mm aproximadamente.  estambres 50 a 130, en verano. Fruto globoso amarillo anaranjado con pocas semillas.
Esta planta además resiste temperaturas bajas (-8 °C), puede tolerar una nevazón ocasional y cobertura por nieve durante un par de semanas al año.

## Usos
Frutos comestibles, dulces y su aroma recuerda la mandarina.
Especie con potencial ornamental.